# Metaemoglobina

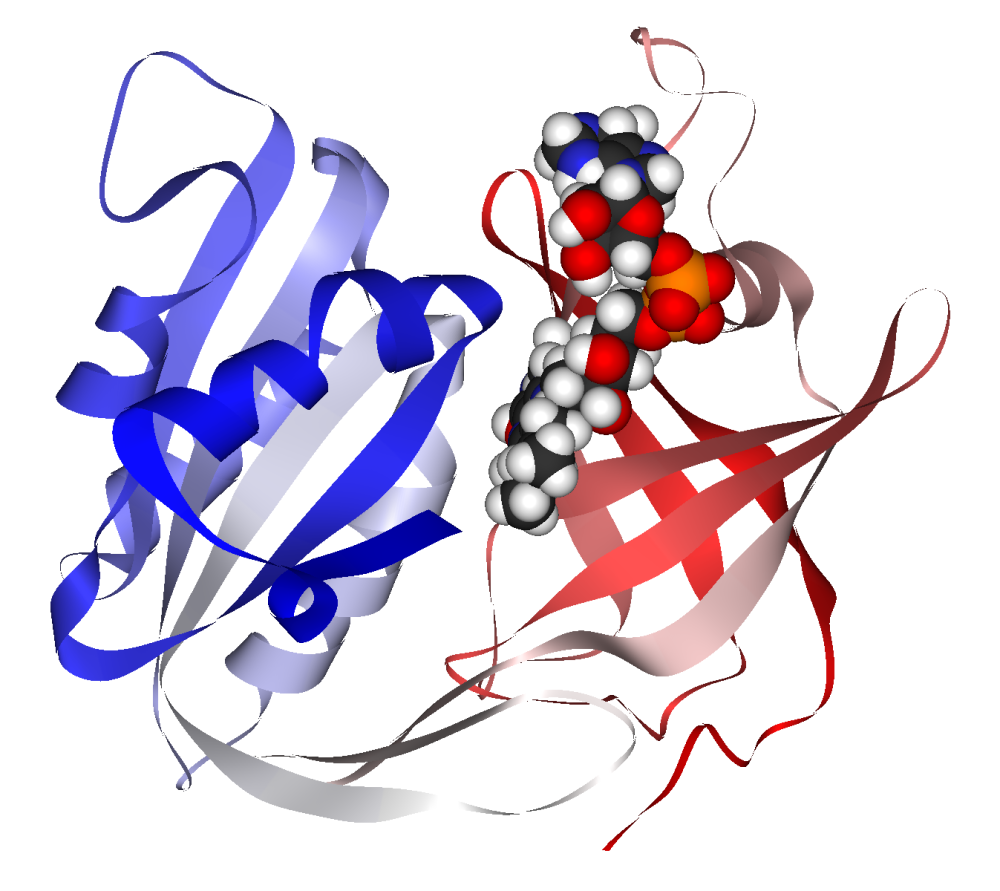
Struttura dell'enzima che converte la metaemoglobina in emoglobina

La metaemoglobina, o metemoglobina (MetHb), è un tipo di metalloproteina in cui, rispetto all’emoglobina, il ferro nel gruppo dell'eme è allo stato ferrico ( Fe3+) anziché a quello ferroso  (Fe2+). Il cambiamento dello stato di ossidazione priva la molecola della capacità di legare reversibilmente l'ossigeno.
Nel sangue umano una traccia di metaemoglobina è presente spontaneamente, ma quando è in eccesso il sangue diventa anormalmente marrone scuro bluastro. L'enzima NADH dipendente metamoglobina reduttasi  (un tipo di diaforasi) è responsabile della conversione della metaemoglobina in emoglobina. L'ossidazione da 2+ a 3+ può avvenire per difetti genetici (metaemoglobinemia ereditaria), in cui il residuo di istidina prossimale (HisF8) della globina viene sostituito da un residuo di tirosina, che è in grado di legarsi covalentemente all'atomo di ferro stabilizzandone l'ossidazione a 3+. Un livello più alto di metaemoglobina tenderà a far sì che un saturimetro visualizzi un valore vicino all'85% indipendentemente dal vero livello di saturazione dell'ossigeno. Un aumento anormale della metaemoglobina aumenterà l'affinità di legame con l'ossigeno dell'emoglobina normale, con conseguente diminuzione della cessione di ossigeno ai tessuti.

## Clinica

### Eziologia
La metemoglobinemia può derivare da processi congeniti o acquisiti. Le forme congenite di metemoglobinemia sono dovute a difetti autosomici recessivi nell'enzima citocromo b5 reduttasi CYB5R o a mutazioni autosomiche dominanti nei geni che codificano per le proteine globiniche conosciute collettivamente come emoglobine M. Sono state descritte molteplici varianti di emoglobina M (Boston, Fort Ripley, Hyde Park, Iwate, Kankakee, Osaka, Saskatoon).
La metemoglobinemia congenita di tipo I è la condizione in cui il difetto di CYB5R è espresso solo negli eritrociti. La metemoglobinemia congenita di tipo II si verifica quando tutti i tipi cellulari esprimono il difetto. La malattia da emoglobina M è una collezione di possibili mutazioni che di solito si verificano nelle catene alfa o beta dell'emoglobina, vicino al ferro dell'eme. La mutazione porta a una maggiore ossidazione del ferro nello stato ferrico.
D'altro canto, la metemoglobinemia acquisita, molto più comune, è il risultato dell'esposizione a sostanze che causano l'ossidazione dell'emoglobina in modo diretto o indiretto. Questa esposizione porta alla produzione di metemoglobina che supera la capacità dell'organismo di convertire il ferro all'interno dell'emoglobina nel suo stato ferroso. La metemoglobinemia acquisita può derivare dall'esposizione a agenti ossidanti diretti come ad esempio la benzocaina e la prilocaina, dall'ossidazione indiretta come i nitrati o dall'attivazione metabolica come l'anilina e il dapsone. Esempi classici includono l'esposizione del paziente alla benzocaina in procedure endoscopiche o l'esposizione infantile ai nitrati presenti da acqua utilizzata per scopi alimentari proveniente da pozzi artesiani.

### Epidemiologia
La metemoglobinemia congenita dovuta a carenza di citocromo-b5-reduttasi è molto rara, ma l'incidenza effettiva non è nota. Si è riscontrata un'incidenza maggiore della malattia negli Yakuti siberiani, negli Athabaskani, negli Eschimesi e nei Navajo. La metemoglobinemia acquisita è molto più frequente rispetto alla forma congenita; tuttavia, è comunque un evento insolito. La maggior parte dei casi è dovuta a un'esposizione accidentale a una sostanza chimica o all'uso di anestetici topici o locali. Una revisione condotta presso un singolo centro su quasi 30.000 ecocardiogrammi transesofagei ha riscontrato un'incidenza di metemoglobinemia pari allo 0,067%. Un'analisi sistematica dei casi di metemoglobinemia correlata agli anestetici locali ha evidenziato che il benzocaina era presente in due terzi dei casi. Questa maggiore associazione con prodotti contenenti benzocaina ha spinto la Food and Drug Administration degli Stati Uniti a rilasciare più avvisi riguardanti l'uso di prodotti orali a base di benzocaina.

### Fisiopatologia
La metemoglobina si forma quando l'emoglobina viene ossidata a contenere il ferro nello stato ferrico, anziché nello stato ferroso normale. Qualsiasi delle quattro specie di ferro all'interno di una molecola di emoglobina che si trovi nello stato ferrico non è in grado di legare l'ossigeno. La presenza di ferro nello stato ferrico comporta cambiamenti allosterici alla molecola che spostano la curva di dissociazione dell'ossigeno verso sinistra. Questa variazione porta a un'affinità aumentata del ferro ferroso per l'ossigeno e quindi a un rilascio compromesso di ossigeno nei tessuti. Il risultato finale di queste modifiche è una diminuzione della distribuzione di ossigeno che porta a ipossia dei tessuti.
Nella malattia da emoglobina M, una mutazione nel gene che codifica una delle proteine globiniche di solito comporta la sostituzione di un aminoacido con la tirosina. Questa mutazione permette la stabilizzazione del ferro nello stato ferrico. I pazienti con malattia da emoglobina M di solito presentano livelli di metemoglobina tra il 15% e il 30% e rimangono asintomatici.
In circostanze normali, una piccola quantità di ferro si ossida allo stato ferrico durante il normale trasporto dell'ossigeno nei tessuti. Di solito, il mantenimento dei livelli di metemoglobina è inferiore all'1% grazie all'azione dell'enzima citocromo-b5 reduttasi. La citocromo-b5 reduttasi utilizza NADH formato durante la glicolisi per ridurre la metemoglobina a emoglobina funzionale.
Un percorso alternativo per la riduzione della metemoglobina avviene attraverso la funzione della metemoglobina reduttasi del nicotinamide adenina dinucleotide fosfato idrogeno (NADPH-MetHb). La metemoglobina reduttasi NADPH-MetHb utilizza NADPH che si forma grazie all'azione della glucosio-6-fosfato deidrogenasi (G6PD) nella via del monofosfato di esosi. In circostanze fisiologiche normali, la metemoglobina reduttasi NADPH-MetHb contribuisce molto poco alla riduzione della metemoglobina, ma in condizioni di stress ossidativo, la funzione di questa via alternativa di riduzione può essere potenziata dalla presenza di donatori di elettroni esogeni, come il blu di metilene. Questa associazione con la G6PD spesso porta a confusione sul fatto che la carenza di G6PD, di per sé, sia un fattore di rischio per la metemoglobinemia.

### Tossicocinetica
La metemoglobinemia secondaria a esposizioni tossiche si verifica quando la capacità della citocromo-b5 reduttasi di ridurre l'emoglobina ferrica, o metemoglobina, viene sopraffatta dallo stress ossidativo indotto. Il risultato è un aumento delle concentrazioni di metemoglobina che porta alla metemoglobinemia.

### Esame obiettivo
La metemoglobinemia dovrebbe essere presa in considerazione nel contesto di dispnea o cianosi e ipossiemia refrattaria all'ossigeno supplementare, specialmente in caso di esposizione a un agente ossidante noto. Tuttavia, la presentazione può variare in gravità da minimamente sintomatica a grave. La presentazione clinica della metemoglobinemia si basa su uno spettro di manifestazioni associate a cianosi, pallore, affaticamento, debolezza, mal di testa, depressione del sistema nervoso centrale, acidosi metabolica, convulsioni, aritmie, coma e morte. Il grado di gravità dei sintomi è multifattoriale e dipende dal percentuale di metemoglobina nel paziente, dalla velocità con cui è stata accumulata la metemoglobina, dalla capacità intrinseca del paziente di eliminarla e dallo stato di salute sottostante del paziente. Anche la durata e l'entità dell'esposizione a un agente ossidante possono giocare un ruolo.
La metemoglobina è espressa come concentrazione o percentuale, e questo è ulteriormente descritto sotto valutazione. La percentuale di metemoglobina viene calcolata dividendo la concentrazione di metemoglobina per la concentrazione di emoglobina totale. La percentuale di metemoglobina è probabilmente un indicatore migliore della gravità della malattia rispetto alla concentrazione complessiva, poiché le condizioni mediche sottostanti svolgono un ruolo importante. Ad esempio, una concentrazione di metemoglobina di 1,5 g/dL può rappresentare una percentuale del 10% in un paziente altrimenti sano con un'emoglobina di base di 15 mg/dL, mentre la stessa concentrazione di 1,5 g/dL di metemoglobina in un paziente anemico con un'emoglobina di base di 8 g/dL rappresenterebbe una percentuale dell'18,75%. Il primo paziente avrà una concentrazione di emoglobina funzionale di 13,5 g/dL e potrebbe rimanere asintomatico, mentre il secondo paziente con una concentrazione di emoglobina funzionale di 6,5 g/dL potrebbe essere gravemente sintomatico con una metemoglobina inferiore al 20%. Ciò potrebbe essere ulteriormente complicato dalla ridotta capacità della "emoglobina funzionale" di rilasciare ossigeno in presenza di metemoglobina. L'anemia, l'insufficienza cardiaca congestizia, la broncopneumopatia cronica ostruttiva e essenzialmente ogni patologia che compromette la capacità di fornire ossigeno possono peggiorare i sintomi della metemoglobinemia.
Nella persona altrimenti sana, la cianosi può essere clinicamente evidente con una percentuale di metemoglobina anche solo del 10%. L'aspetto classico del "sangue marrone cioccolato" può essere presente già a valori del 15%. Man mano che la percentuale di metemoglobinemia si avvicina al 20%, il paziente può sperimentare ansia, vertigini e mal di testa. Con livelli di metemoglobina del 30-50%, potrebbero verificarsi tachipnea, confusione e perdita di coscienza. Avvicinandosi al 50%, il paziente è a rischio di convulsioni, aritmie, acidosi metabolica e coma. Livelli superiori al 70% sono spesso fatali.
| % MetHb | Segni e sintomi                                                    |
| ------- | ------------------------------------------------------------------ |
| <15     | Pazienti generalmente asintomiatici                                |
| 15 - 30 | Cianosi, ansia, sensazione di testa leggera, spossatezza e cefalea |
| 30 - 50 | Tachipnea, confusione e sincope                                    |
| 50 - 70 | Convulsioni, aritmie, acidosi metabolica e coma                    |
| >70     | Morte                                                              |

### Diagnosi
La metemoglobinemia è una diagnosi clinica basata sulla storia clinica e sui sintomi presenti, inclusa l'ipossiemia refrattaria all'ossigeno supplementare e la probabile presenza di sangue color cioccolato. La diagnosi viene confermata attraverso un gas arterioso o venoso con co-oximetria, che specificherà l'emoglobina per determinare la concentrazione e la percentuale di metemoglobina. Le misurazioni di SpO2 non possono essere utilizzate per calcolare direttamente la gravità della metemoglobinemia.
"L'ipossiemia refrattaria" è un importante indizio diagnostico. Questo è generalmente evidente dalle misurazioni di saturazione dell'ossigeno (SpO2) effettuate mediante pulsossimetria basata sulla lunghezza d'onda, ma non quando calcolate dall'analisi dei gas nel sangue utilizzando la pressione parziale di ossigeno nel sangue. La pulsossimetria tradizionale a doppia lunghezza d'onda è inaccurata nel contesto della metemoglobinemia poiché questi pulsossimetri misurano l'assorbimento della luce a due lunghezze d'onda - 660 e 940 nm. Il rapporto di questo assorbimento consente di distinguere tra ossiemoglobina e deossiemoglobina, con la percentuale espressa, o SpO2, che indica la quantità misurata di emoglobina ossigenata. La metemoglobina ha un alto assorbimento a entrambe queste lunghezze d'onda, portando all'interferenza che provoca una lettura inaccurata di SpO2. Quando il livello di metemoglobina si avvicina al 30-35%, il rapporto di assorbimento diventa 1,0. Un rapporto di assorbimento (A660/A940) di 1,0 corrisponde a un SpO2 dell'85%. Esiste una relazione inversa sproporzionata tra la concentrazione di metemoglobina e SpO2 e, nonostante l'SpO2 sia costantemente depresso, è generalmente un'indicazione falsamente elevata della vera saturazione dell'ossigeno che varia a seconda di un dispositivo specifico.
Mentre le misurazioni di SpO2 sono inaccurate e deprese a causa dell'interferenza della lunghezza d'onda, spesso a valori tra il 75% e il 90% anche con ossigeno supplementare, i calcoli di SaO2 sono falsamente normali a causa dell'assunzione che tutta l'emoglobina sia o ossiemoglobina o deossiemoglobina. La differenza tra la misurazione depressa di SpO2 e il calcolo falsamente normale di SaO2 è nota come "differenza di saturazione". Questo ulteriore indizio diagnostico dovrebbe far pensare alla presenza di una emoglobinopatia, ma è aspecifico e non può essere utilizzato per confermare una diagnosi di metemoglobinemia. Una differenza di saturazione superiore al 5% si manifesta nei casi di forme elevate di emoglobina anormale come carbossiemoglobina, metemoglobina e sulfemoglobina.

### Trattamento
Il trattamento della metemoglobinemia include la rimozione dell'agente scatenante e la valutazione del trattamento con l'antidoto, il blu di metilene. L'ossigeno ad alto flusso somministrato tramite maschera non-rigenerante aumenta la distribuzione di ossigeno nei tessuti e favorisce la degradazione naturale della metemoglobina.
Il blu di metilene di solito agisce rapidamente ed efficacemente attraverso la sua interazione con la suddetta via secondaria di riduzione della metemoglobina, in cui la metemoglobina reduttasi NADPH-MetHb riduce il blu di metilene in blu leukomethyl utilizzando il NADPH derivato dalla via del monofosfato di esosi dipendente dalla G6PD. Il blu leukomethyl agisce quindi come donatore di elettroni per ridurre la metemoglobina a emoglobina. Nei casi di metemoglobinemia acquisita, il trattamento con blu di metilene dovrebbe essere attuato quando la metemoglobina supera il 20-30%, o a livelli più bassi, se il paziente è sintomatico. La decisione di trattamento dovrebbe essere basata sulla presentazione clinica e non trattenuta in attesa di conferme da valori di laboratorio. Il dosaggio di blu di metilene è di 1-2 mg/kg (0,1-0,2 ml/kg di soluzione al 1%) per via endovenosa in 5 minuti. Il dosaggio può essere ripetuto tra 30 e 60 minuti se i sintomi significativi o i livelli rimangono al di sopra della soglia di trattamento.
Gli operatori sanitari dovrebbero essere consapevoli del profilo degli effetti collaterali del blu di metilene. Gli effetti collaterali benigni includono la colorazione verde o blu delle urine e i pazienti dovrebbero essere avvisati in anticipo. Gli effetti collaterali significativi si basano sul fatto che il blu di metilene stesso sia un agente ossidante e un inibitore della monoamino ossidasi A (MAO-A). Come agente ossidante, il blu di metilene può effettivamente precipitare metemoglobinemia o emolisi a dosi elevate o quando ridotto in modo inefficace. La somministrazione di blu di metilene in un paziente che assume agenti serotoninergici può predisporre alla sindrome serotoninergica. Dovrebbe essere esercitata cautela anche nel trattare i neonati in quanto sono anche molto sensibili agli agenti ossidanti. Inoltre, il blu di metilene è un farmaco della categoria X della Food and Drug Administration degli Stati Uniti, il che indica che gli studi hanno dimostrato prove concrete di rischio fetale umano.
Sebbene l'amministrazione del blu di metilene sia controversa nel contesto della carenza di G6PD a causa dei livelli ridotti di NADPH, non è controindicata e dovrebbe essere somministrata con cautela e giudizio. Molti pazienti con carenza di G6PD possono avere un certo livello di G6PD che può ancora provocare una risposta adeguata e, quindi, il trattamento non dovrebbe essere trattenuto. Si è osservato che le dosi di blu di metilene che producono emolisi nei pazienti con carenza di G6PD sono superiori a 5 mg/kg, che è più del doppio della dose raccomandata.
Se l'amministrazione del blu di metilene non è efficace dopo la seconda dose, le condizioni sottostanti, tra cui, ma non solo, la carenza di G6PD e metemoglobina reduttasi NADPH-MetHb, dovrebbero essere prese in considerazione come ragioni per la refrattarietà al trattamento. Tuttavia, la metemoglobinemia da sola non è un'indicazione per effettuare screening per questi processi patologici.
Quando il trattamento con il blu di metilene non è efficace o non è raccomandato, le opzioni aggiuntive possono includere l'acido ascorbico, la trasfusione di scambio, la terapia con ossigeno iperbarico. L'acido ascorbico ad alte dosi, fino a 10 g/dose per via endovenosa, può essere considerato per il trattamento della metemoglobina. Tuttavia, è generalmente inefficace e non è considerato standard di cura. L'amministrazione di acido ascorbico ad alte dosi è associata a un aumento dell'escrezione urinaria di ossalato. In presenza di insufficienza renale, l'acido ascorbico ad alte dosi può predisporre all'insufficienza renale a causa dell'iperossaluria.